# Akanjärvi (sjö i Finland, Lappland, lat 67,83, long 24,82)
Akanjärvi är en sjö i Finland. Den ligger i kommunen Kittilä i landskapet Lappland, i den norra delen av landet, 900 km norr om huvudstaden Helsingfors. Akanjärvi ligger 188,4 meter över havet.Arean är 22,3 hektar och strandlinjen är 2,43 kilometer lång. Sjön  ingår i Kemi älvs huvudavrinningsområde. 